# 天主教大邱總教區
35°51′38″N 128°35′13″E / 35.860625°N 128.5869765°E
天主教大邱總教區（拉丁語：Archidioecesis Taeguensis）是羅馬天主教在韓國的教省總教區，也是該國三個總教區之一，範圍包括慶尚北道南部和座堂所在的大邱廣域市。下轄馬山、釜山、安東、清州四個教區。
2008年，有436,596名教友，估轄區總人口9.8%，有150個堂區、378名司鐸、112名修士、1,062名修女。大邱總教區與台灣台中教區為姊妹教區。
1911年設宗座代牧區。1962年3月10日被升為總教區。

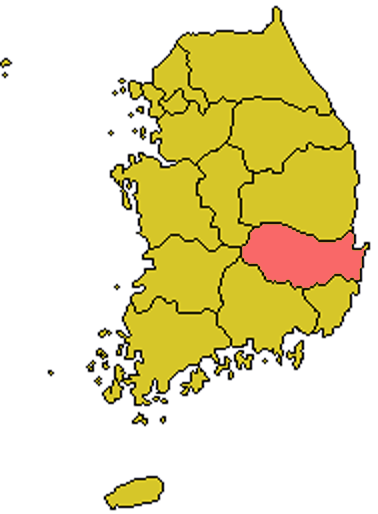
教區範圍